# Ana Capeta
Ana Inês Palma Capeta (* 22. Dezember 1997 in Aljustrel) ist eine portugiesische Fußballspielerin.

## Karriere

### Vereine
In ihrer Jugend spielte sie bis von 2005 bis 2009 beim CD Operário. Danach spielte sie bis zum Ende der Saison 2014/15 für den Clube Atlético Ouriense, den sie zur Folgesaison für den CAC Pontinha verließ. Nach dieser Spielzeit folgte bereits ihr nächster Wechsel, diesmal ging es zu Sporting Lissabon, für den Verein sie insgesamt bis zum Ende der Saison 2020/21 auf einige Einsätze kam.
Mit dem Wechsel zur Frauenfußballabteilung der PSV Eindhoven in die Eredivisie, der höchsten Spielklasse im niederländischen Frauenfußball, folgte ihr erster fußballerische Auslandsaufenthalt. Für eine Ablöse von 10.000 € holte dann aber der FC Famalicão sie nur einen Monat später wieder nach Portugal zurück. Nach der Saison 2021/22 begab sie sich ein zweites Mal nach Lissabon, wo sie erneut für Sporting spielt. 

### Nationalmannschaft
Mit der portugiesischen U19 nahm sie an der Qualifikation für die Europameisterschaft 2013 teil. Dort verpasste sie mit ihrer Mannschaft aber die Endrunde. Auch in der Qualifikation für die Europameisterschaft 2014 und der für das Turnier im Jahr 2016 war sie dabei, erreichte mit ihrem Team aber auch hier jeweils nicht die Endrunde.
Für die A-Nationalmannschaft hatte sie ihren ersten Einsatz am 24. November 2017 bei einem 8:0-Sieg über Moldau während der Qualifikation für die Weltmeisterschaft 2019. Dort wurde sie in der 60. Minute für Carolina Mendes eingewechselt. Im nächsten Jahr war sie dann auch beim Algarve-Cup 2018 dabei. Auch im nächsten Jahr war sie hier nebst weiteren Qualifikations- und Freundschaftsspielen ebenfalls beim Algarve-Cup 2019 dabei. Später war sie auch in der Qualifikation für die Europameisterschaft 2022 dabei. Dort scheiterte man zwar initial an Russland, weil diese später ausgeschlossen wurden, bekam Portugal doch noch einen Startplatz. In der Qualifikation war sie mit drei Toren die beste Torschützin ihrer Mannschaft. Jedoch wurde sie dann nicht für den Kader bei der Mannschaft nominiert.
Danach war sie mit der Mannschaft auch in der Qualifikation für die WM 2023 aktiv, hier musste mit ihrer Mannschaft bis in interkontinentale Playoff, wo man sich schlussendlich nach einem Sieg über Kamerun sich einen Startplatz bei der Endrunde sicherte. Am 30. Mai 2023 wurde sie für den finalen Kader bei der WM 2023 nominiert. Dort erhielt sie bei dem 2:0-Sieg über Vietnam im zweiten Gruppenspiel dann auch ihren ersten Einsatz bei einem großen Turnier bzw. einer WM. Dort wurde sie in der 69. Minute für Kiki Nazareth eingewechselt. Auch beim letzten Gruppenspiel wurde sie dann kurz vor Schluss noch einmal eingewechselt und verpasste in der Nachspielzeit beim 0:0 gegen die USA noch den Siegtreffer. So schied sie mit ihrer Mannschaft nach der Gruppenphase aus.
Am 24. Juni 2025 wurde sie für die EM-Endrunde 2025 nominiert. Sie wurde in den drei Gruppenspielen ihrer Mannschaft jeweils für die Schlussphase eingewechselt. Nach einem Remis und zwei Niederlagen schieden die Portugiesinnen aus.

## Erfolge
- Portugiesische Meisterschaft 2017, 2018
- Portugiesischer Pokal 2017, 2018, 2022
- Portugiesischer Supercup 2017